# Hits Mobile
Hits Mobile es una de las marcas de servicios de telecomunicaciones bajo las cuales opera Xfera Móviles, S.A.U. (Yoigo), filial del Grupo MásMóvil. Ofrece servicios de telefonía móvil, internet (fibra y 5G) y televisión (Agile TV) en España. Utiliza la red de Yoigo y dispone de una cobertura de GSM/GPRS del 99%.
Fue adquirida por el Grupo MásMóvil el 23 de julio de 2019.

## Historia
En 2008 la kuwaití HITS Telecom entró en el mercado europeo a través de una toma de participación mayoritaria (51% del accionariado) de la compañía Metrored. Con esta adquisición se creó Hits Telecom Spain, con su marca comercial Hitsmobile, como punto de entrada de las inversiones del grupo en el mercado europeo.
A principios de 2010 entró en concurso voluntario de acreedores del que consiguió salir gracias a una ampliación de capital de 2,1 millones de euros tras la cual obtuvo cifras de crecimiento mensual de un 9% y casi un 90% de aumento mientras el proceso concursal estaba activo. De hecho, según el informe de ese período de la Comisión del Mercado de las Telecomunicaciones, acumuló un 25% del total de las portabilidades realizadas a operadores móviles virtuales.
En febrero de 2012 HITS Telecom se hizo con el 100% de la compañía, marcándose como objetivo alcanzar el EBITDA positivo.
En julio de 2014 la empresa española Carrier-E Mobile, dedicada a las telecomunicaciones de empresa, adquirió Hits Mobile.
Finalmente, el 23 de julio de 2019 el Grupo MásMóvil compró Hits Mobile.
En abril de 2024 la marca Oceans, propiedad también del Grupo MásMóvil, se integró en Hits Mobile.